# Jeffrey Hoffman
Jeffrey Alan Hoffman (Brooklyn, 2 novembre 1944) è un ex astronauta e astrofisico statunitense. Ha partecipato a cinque missioni spaziali Shuttle (STS-51-D, STS-35, STS-46, STS-61 e STS-75) come specialista di missione.